# Tasasoria
Tasasoria je ceremonija porinuća novoga kanua u ocean i regata koja se tada priređuje kod Trobrijandžana s otočja Trobriand. U tasasoria utrci uvijek mora pobijediti poglavica, koji se i nalazi na novome kanuu. Ako bi poglavičin novi kanu bio sporiji od ostalih, drugi bi morali malo usporiti, da ne bi bili brži od njega.